# Komenda Rejonu Uzupełnień Warszawa Miasto II

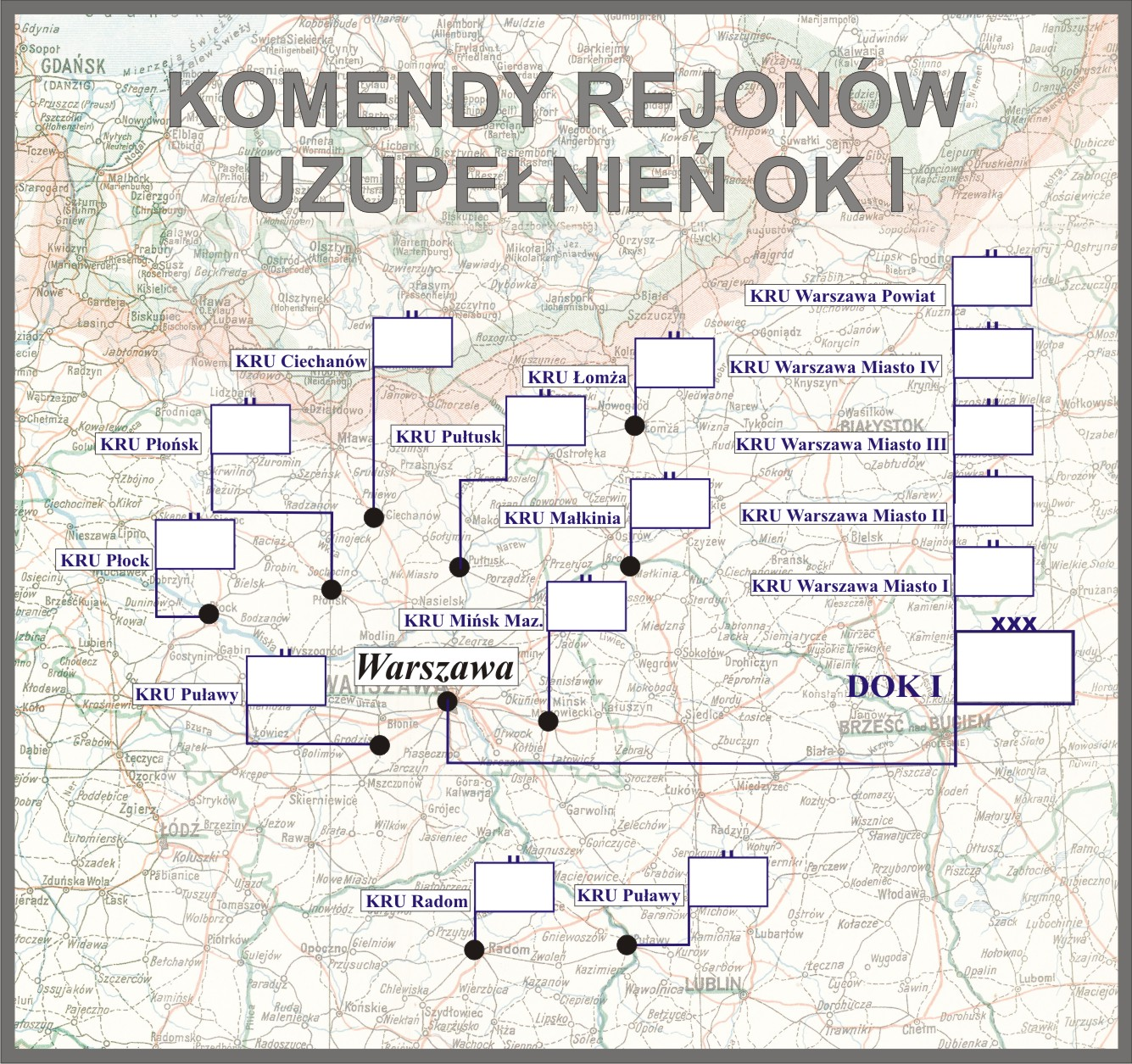
Komendy rejonów uzupełnień OK I

Komenda Rejonu Uzupełnień Warszawa Miasto II (KRU Warszawa Miasto II) – organ wojskowy właściwy w sprawach uzupełnień Sił Zbrojnych II Rzeczypospolitej i administracji rezerw w powierzonym mu rejonie.

## Historia komendy
W lipcu 1922 roku została zlikwidowana Powiatowa Komenda Uzupełnień Warszawa Miasto, a w jej miejsce utworzono trzy nowe komendy, w tym Powiatową Komendę Uzupełnień Warszawa Miasto II z siedzibą przy ul. Polnej 36, która obejmowała swoją właściwością komisariaty Policji Państwowej nr VI, VIII, IX, XI, XIII, XVI, XX, XXI, XXII i XXIII.
18 listopada 1924 roku weszła w życie ustawa z dnia 23 maja 1924 roku o powszechnym obowiązku służby wojskowej, a 15 kwietnia 1925 roku rozporządzenie wykonawcze ministra spraw wojskowych do tejże ustawy, wydane 21 marca tego roku wspólnie z ministrami: spraw wewnętrznych, zagranicznych, sprawiedliwości, skarbu, kolei, wyznań religijnych i oświecenia publicznego, rolnictwa i dóbr państwowych oraz przemysłu i handlu. Wydanie obu aktów prawnych wiązało się z przejęciem przez władze cywilne (administracji I instancji) większości zadań związanych z przygotowaniem i przeprowadzeniem poboru. Przekazanie większości zadań władzom cywilnym umożliwiło organom służby poborowej zajęcie się wyłącznie racjonalnym rozdziałem rekruta oraz ewidencją i administracją rezerw. Do tych zadań dostosowana została organizacja wewnętrzna powiatowych komend uzupełnień i ich składy osobowe. Poszczególne komendy różniły się między sobą składem osobowym w zależności od wielkości administrowanego terenu.
Zadania i nowa organizacja PKU określone zostały w wydanej 27 maja 1925 roku instrukcji organizacyjnej służby poborowej na stopie pokojowej. W skład PKU Warszawa Miasto II wchodziły dwa referaty: I) referat administracji rezerw i II) referat poborowy. Nowa organizacja i obsada służby poborowej na stopie pokojowej według stanów osobowych L. O. I. Szt. Gen. 3477/Org. 25 została ogłoszona 4 lutego 1926 roku. Z tą chwilą zniesione zostały stanowiska oficerów ewidencyjnych.
12 marca 1926 roku została ogłoszona obsada personalna Przysposobienia Wojskowego, zatwierdzona rozkazem Dep. I L. 6000/26 przez pełniącego obowiązki szefa Sztabu Generalnego gen. dyw. Edmunda Kesslera, w imieniu ministra spraw wojskowych. Zgodnie z nową organizacją pokojową Przysposobienia Wojskowego zostały zlikwidowane stanowiska oficerów instrukcyjnych przy PKU, a w ich miejsce utworzone rozkazem Oddz. I Szt. Gen. L. 7600/Org. 25 stanowiska oficerów przysposobienia wojskowego w pułkach piechoty.
Od 1926 roku, obok ustawy o powszechnym obowiązku służby wojskowej i rozporządzeń wykonawczych do niej, działalność PKU Warszawa Miasto II normowała „Tymczasowa instrukcja służbowa dla PKU”, wprowadzona do użytku rozkazem MSWojsk. Dep. Piech. L. 100/26 Pob.
Z dniem 1 stycznia 1927 roku minister spraw wojskowych utworzył PKU Warszawa Miasto IV, która objęła swoją właściwością między innymi komisariaty PP nr VI, VIII i XXII. W związku z tą reorganizacją PKU Warszawa Miasto II objęła swoją właściwością Komisariaty PP nr IX, XI, XIII, XVI, XX, XXI i XXIII oraz „prowadziła” referat oficerów rezerwy dla całego obszaru m. st. Warszawy.
W marcu 1930 roku PKU Warszawa Miasto II nadal podlegała Dowództwu Okręgu Korpusu Nr I i administrowała częścią miasta Warszawy obejmującą komisariaty Policji Państwowej nr IX, XI, XIII, XVI, XX, XXI i XXIII. W grudniu tego roku PKU Warszawa Miasto II posiadała skład osobowy typ specjalny. Siedziba komendy znajdowała się przy ul. Olszowej 9.
31 lipca 1931 roku gen. dyw. Kazimierz Fabrycy, w zastępstwie ministra spraw wojskowych, rozkazem B. Og. Org. 4031 Org. wprowadził zmiany w organizacji służby poborowej na stopie pokojowej. Zmiany te polegały między innymi na zamianie stanowisk oficerów administracji w PKU na stanowiska oficerów broni (piechoty) oraz zmniejszeniu sumarycznego składu osobowego Powiatowych Komend Uzupełnień Warszawa Miasto I–IV o czterech oficerów i zwiększeniu o czterech urzędników II kategorii. Łącznie w czterech stołecznych PKU miało pełnić służbę 16 oficerów i czterech urzędników II kategorii. Ponadto w PKU Warszawa Miasto II występował dodatkowo etat oficera – referenta ewidencji oficerów. Liczba szeregowych zawodowych i niezawodowych oraz urzędników III kategorii i niższych funkcjonariuszy pozostała bez zmian.
1 lipca 1938 roku weszła w życie nowa organizacja służby poborowej, zgodnie z którą dotychczasowa PKU Warszawa Miasto II została przemianowana na Komendę Rejonu Uzupełnień Warszawa Miasto II przy czym nazwa ta zaczęła obowiązywać 1 września 1938 roku, z chwilą wejścia w życie ustawy z dnia 9 kwietnia 1938 roku o powszechnym obowiązku wojskowym.
Komendant rejonu uzupełnień w sprawach dotyczących uzupełnień Sił Zbrojnych i administracji rezerw podlegał bezpośrednio dowódcy Okręgu Korpusu Nr I. Rejon uzupełnień nie uległ zmianie.

## Obsada personalna
Poniżej przedstawiono wykaz oficerów zajmujących stanowisko komendanta Powiatowej Komendy Uzupełnień i komendanta rejonu uzupełnień oraz wykaz osób funkcyjnych (oficerów i urzędników wojskowych) pełniących służbę w PKU Warszawa Miasto II i KRU Warszawa Miasto II, z uwzględnieniem najważniejszych zmian organizacyjnych przeprowadzonych w latach 1926 i 1938.
| Komendanci                          | Komendanci                | Komendanci                                |
| ----------------------------------- | ------------------------- | ----------------------------------------- |
| stopień, imię i nazwisko            | czas pełnienia obowiązków | kolejne stanowisko służbowe (dalsze losy) |
| ppłk piech. Kazimierz Muszyński     | do 31 X 1923              | stan spoczynku                            |
| mjr piech. Adam Wróblewski          | 1 XI – XII 1923           | komendant PKU Warszawa Miasto I           |
| ppłk piech. Włodzimierz Nyczaj      | XII 1923 – XI 1925        | komendant PKU Warszawa Powiat             |
| ppłk / płk piech. Karol Steinbach   | XI 1925 – 31 XII 1928     | stan spoczynku                            |
| mjr piech. Władysław Spławiński     | I 1929 – 30 IX 1935       | stan spoczynku                            |
| ppłk piech. Michał Głowacki         | 1 VIII 1935 – ?           | szef wydziału w Dep. Uzup. MSWojsk.       |
| ppłk piech. Ludwik Zygmunt Łęgowski | ? – 1939                  |                                           |

| Obsada pozostałych stanowisk funkcyjnych PKU w latach 1923–1925 | Obsada pozostałych stanowisk funkcyjnych PKU w latach 1923–1925 | Obsada pozostałych stanowisk funkcyjnych PKU w latach 1923–1925 | Obsada pozostałych stanowisk funkcyjnych PKU w latach 1923–1925 |
| --------------------------------------------------------------- | --------------------------------------------------------------- | --------------------------------------------------------------- | --------------------------------------------------------------- |
| I referent                                                      | kpt. piech. Włodzimierz Labuko                                  | 20 VIII 1922 – 21 X 1923                                        | Dep. I MSWojsk.                                                 |
| I referent                                                      | por. piech. Olgierd Wazgird                                     | 25 X 1923 – IV 1924                                             | 72 pp                                                           |
| I referent                                                      | mjr piech. Teofil Burakowski                                    | V – VI 1925                                                     | I referent PKU Warszawa Miasto I                                |
| I referent                                                      | mjr piech. Paweł Kazimirski                                     | VI 1925 – II 1926                                               | kierownik I referatu                                            |
| II referent                                                     | por. piech. Olgierd Wazgird                                     | do 25 X 1923                                                    | I referent                                                      |
| II referent                                                     | urzędnik wojsk. XI rangi Bolesław Tuszyński                     | 25 X 1923 – IV 1924                                             | oficer ewidencyjny IV rejonu                                    |
| II referent                                                     | por. piech. Jan Jakubowski                                      | od IV 1924                                                      |                                                                 |
| oficer instrukcyjny                                             | por. piech. Edward Penner                                       | do XII 1923                                                     | 42 pp                                                           |
| oficer instrukcyjny                                             | kpt. piech. Józef Martinek                                      | XII 1923 – IV 1924                                              | PKU Biała Bielsko                                               |
| oficer instrukcyjny                                             | kpt. piech. Eugeniusz Karol Borkowski                           | VI 1924 – III 1926                                              | 36 pp                                                           |
| oficer ewidencyjny III rejonu                                   | urzędnik wojsk. XI rangi Andrzej Gwardian                       | do 1 IV 1924                                                    | Dep. I MSWojsk.                                                 |
| oficer ewidencyjny III rejonu                                   | por. piech. Henryk Roszkowski                                   | VI – VIII 1924                                                  | Oddział Sztabowy MSWojsk.                                       |
| oficer ewidencyjny III rejonu                                   | por. kanc. Andrzej Gwardian                                     | od VIII 1924                                                    |                                                                 |
| oficer ewidencyjny IV rejonu                                    | por. art. AS Stefan Marian Stanisław Mochnacki                  | do 10 IX 1923                                                   | 1 pac                                                           |
| oficer ewidencyjny IV rejonu                                    | urzędnik wojsk. XI rangi Bolesław Tuszyński                     | 10 IX – 25 X 1923                                               | II referent                                                     |
| oficer ewidencyjny IV rejonu                                    | ppor. rez. art. powoł. do sł. czyn. Stefan Grodzicki            | XI 1923 – IV 1924                                               | 1 pan                                                           |
| oficer ewidencyjny IV rejonu                                    | urzędnik wojsk. XI rangi / por. kanc. Bolesław Tuszyński        | IV 1924 – †2 II 1925                                            |                                                                 |
| oficer ewidencyjny IV rejonu                                    | por. kanc. Wacław I Tomaszewski                                 | II 1925 – II 1926                                               | referent (etat przejściowy)                                     |
| Obsada pozostałych stanowisk funkcyjnych PKU w latach 1926–1938 |                                                                 |                                                                 |                                                                 |
| kierownik I referatu administracji rezerw                       | mjr kanc. Paweł Kazimirski                                      | od II 1926                                                      |                                                                 |
| kierownik I referatu administracji rezerw                       | kpt. piech. Tadeusz Piotr Bronikowski                           | do IX 1930                                                      | DOK I                                                           |
| kierownik I referatu administracji rezerw                       | kpt. piech. Wacław Ireneusz Antoni Makowski                     | od IX 1930                                                      |                                                                 |
| kierownik I referatu administracji rezerw                       | kpt. piech. Edmund Franciszek Bukowicz                          | IX 1930 – IV 1933                                               | PKU Warszawa Miasto III                                         |
| kierownik II referatu poborowego                                | por. / kpt. piech. Wacław Ziembiński                            | II – IX 1926                                                    | kierownik II referatu PKU Grodzisk Maz.                         |
| kierownik II referatu poborowego                                | por. kanc. Antoni Kozłowicz                                     | p.o. IX 1926 – IX 1927                                          | p.o. kierownika II referatu PKU Radomsko                        |
| kierownik II referatu poborowego                                | kpt. art. Wiktor I Smoleński                                    | VII 1929                                                        |                                                                 |
| kierownik II referatu poborowego                                | por. piech. Tadeusz Ozimek                                      | IX 1932 –                                                       |                                                                 |
| referent                                                        | por. kanc. Andrzej Gwardian                                     | II 1926 – 15 IX 1926                                            | oficer żywnościowy Wyższej Szkoły Wojennej                      |
| referent                                                        | kpt. piech. Wacław Ireneusz Antoni Makowski                     | do IX 1930                                                      | kierownik I referatu                                            |
| referent (etat przejściowy)                                     | por. kanc. Wacław I Tomaszewski                                 | II 1926 – 15 IX 1930                                            | praktyka u płatnika 36 pp                                       |
| Obsada pozostałych stanowisk funkcyjnych KRU w latach 1938–1939 |                                                                 |                                                                 |                                                                 |
| kierownik I referatu ewidencji                                  | kpt. adm. (piech.) Wacław Ireneusz Antoni Makowski              | do 1939                                                         |                                                                 |
| kierownik II referatu uzupełnień                                | kpt. adm. (art.) Maksymilian Michał Klag                        | do 1939                                                         |                                                                 |
| praktyka poborowa                                               | ppłk kaw. Józef Taube                                           | III 1939                                                        |                                                                 |